# Нацрти истраживања у развојној психологији
Да би психолошко истраживање расветлило процес развојне промене, мора бити тако осмишљено да открије како претпостављени фактори делују током времена. Постоје два основна нацрта истраживања које психолози користе за ову сврху: лонгитудинални и нацрт попречног пресека. Сваки од њих на другачији начин узима у обзир време.
Психолози који користе лонгитудинални нацрт прикупљају податке о групи деце са повећањем њиховог узраста, током дужег периода времена.
Истраживачи који користе нацрт попречног пресека прикупљају податке о деци различитог узраста у једном тренутку. Ови нацрти се могу користити у комбинацији и са било којом од управо описаних техника прикупљања података. Сваки нацрт има своје предности и мане.

## Лонгитудални нацрти
Истраживачи који изаберу лонгитудинални нацрт бирају узорак популације коју желе да проучавају и узимају податке о сваком члану узорка, на неколико узраста. Лонгитудинални нацрт прати промене код људи током времена и, као такав, у складу је са основним одређењем развоја као промена које са јављају у физичкој структури и понашању организма током његовог живота. 
На пример, истраживачки тим Истраживачког института Фелс, у Охају, проучавао је развој личности 70 деце од њиховог рођења до средине адолесцентног преиода. Посматрања, тестови личности и интервјуи понављани неколико пута омогућили су Фелс групи да одреди стабилност карактеристика као што су тенденција ка љутњи или узнемирености, када је текућа активност прекинута. Без лонгитудиналних мерења било би немогуће открити да ли овај образац понашања остаје константан, или се мења како дете одраста. 
Друге утицајне лонгитудиналне студије усмерене су на разноврсне теме као што су личност, ментално здравље, темперамент и интелигенција и развој језика. Лонгитудинални нацрти делују као идеалан начин да се проучава развој, јер се тако добро уклапају у захтев да развој буде проучаван током времена. Нажалост, лонгитудинални истраживачки нацрти имају неке практичне и методолошке мане које ограничавају могућност ослањања на њих. 
Често захтевају дуготрајну посвећеност од стране истраживача, скупи су за извођење, посебно ако се спроводе током неколико година. Поред тога, неки родитељи могу бити против тога да њихово дете учествује у тако дугом истраживању. Ако су таква одбијања чешћа у некој социјалној, економској или расној групи, узорак неће бити репрезентативан за целу популацију. Нека од деце која започну истраживање могу одустати, што даље мења узорак на начин који слаби закључке изведене из истраживања. Да би ублажили овај проблем, неки истраживачи користе посебне процедуре назване микрогенетички методи.
Ове процедуре настоје да изазову промене у току релативно кратког временског периода како би видели основне развојне механизме на дејству. Друга тешкоћа са лонгитудиналним нацртом је у томе што људи у узорку могу да се навикну на различита тестирања и интервјуе; другим речима, могу научити како се од њих очекује да одговарају. Због тога је тешко знати да ли промена у одговору особе, након неког времена, представља утицај нормалних, узорчних утицаја на развој, или просто вежбање одговарања на тест. 
На крају, лонгитудинални нацрти мешају утицаје промена везаних за узраст са другим изворима промена које су специфично повезане са генерацијом испитаника – популација људи рођених, отприлике, у исто време, који због тога могу делити искуства која се разликују од искустава људи рођених раније или касније. На пример, лонгитудинална студија дечијих страхова, од рођења па надаље, која је почела у Лондону 1932. године, подударила би се, у својој првој години, са Великом депресијом. На узрасту од 9 или 10 година многа од ове деце била би одвојена од својих родитеља (од којих би један, или обоје, могли настрадати током Другог светског рата) и послата на село да би била заштићена од Хитлерових ноћних бомбардовања града. Ако би резултати таквог истраживања указивали да су дечији страхови током прве године усмерени на глад, а да касније, око 9 године, деца почињу да се плаше да ће изгубити родитеље, не би било могуће утврдити да ли добијени узрасни тренд одражава опште законе развоја, који важе у свако време и на сваком месту, или су резултат одрастања у одређено време на одређеном месту, или и једно и друго.
Због ових тешкоћа, неки истраживачи користе нацрт генерацијског пресека у оквиру ког се лонгитудинални нацрт понавља са неколико генерација, од којих се свака проучава лонгитудинално. Ова измена лонгитудинално нацрта омогућава да се од генерацијских фактора раздвоје фактори развојних промена повезани са узрастом.

## Нацрт попречног пресека
Најшире коришћен нацрт развојних истраживања назива се нацрт попречног пресека, јер се у једном временском тренутку проучавају групе које представљају попречни пресек узраста. На пример, у пруочавању развоја памћења могло би се тестирати памћење листе познатих речи на узорцима 4-годишњака, 10-годишњака, 20-годишњака, и 60-годишњака. Поређењем начина на који испитаници из четири узрасне групе решавају задатак и какви су резултати њихових напора, могла би се поставити хипотеза о развојним променама у овом основном когнитивном процесу. 
И заиста, велики број истраживања попречног пресека о развоју памћења је и изведен. Предности нацрта попречног пресека су очигледне. Пошто узорак чини неколико узрасних група, у једном временском тренутку, овај нацрт захтева мање времена и јефтинији је од лонгитудиналног нацрта на исту тему, а ипак може да открије важне информације. То што је ограничен захтев за време које учесници треба да посвете истраживању, чини вероватнијим да се одржи репрезентативан узорак и да мањи број испитаника одустане током истраживања. Упркос овим привлачним особинама, нацрт попречног пресека има и своје мане. 
Као и лонгитудинални нацрт, и нацрт попречног пресека може да помеша узрасне промене са карактеристикама специфичним за одређену генерацију. Само у оној мери у којој су људи из различитих узрасних група једнаки у свим релевантним аспектима, осим по узрасту, овакво истраживање може дати прецизне информације о развоју. Размотримо могућности за хипотетичку студију о развоју памћења. Претпоставимо да је истраживање спроведено 1985. године. Претпоставимо, даље, да је истраживање показало значајно слабије резултате 60-годишњака, у односу на 20-годишњаке. Ови резултати могу одражавати универзалну тенденцију памћења да опада са старењем. Али, разлика може, такође, бити узрокована разликом у исхрани током детињства, за коју се показало да утиче на интелектуални развој; генерално, исхрана је била лошија током 1925. године, када су 60-годишњаци били бебе, у односу са 1965. годину, када су 20-годишњаци били бебе. Или се, можда, памћење одржава сталном вежбом коју обезбеђује школовање. У том случају, 60-годишњаци, можда, имају лошије постигнуће јер су дуже време ван школе.
Друга тешкоћа са нацртом попречног пресека је у томе што се узорковањем понашања људи различитог узраста, у једном периоду, вештачки пресеца развој, један текући процес, у низ дисконтинуираних слика. Такав нацрт се може користити да се упореде општи начини на које 4-годишњаци и 10-годишњаци памте листе речи, на пример, али развојни процес којим се један облик памћења променио у други је изгубљен, јер нису проучавана иста деца током времена. Према томе, када истраживачи формирају хипотезе о развоју на основу нацрта попречног пресека, они, у великој мери, екстраполирају и нагађају о процесу промене.

## Нацрти истраживања и технике прикупљања података
Сваки нацрт и свака техника прикупљања података су корисни, али нема једног нацрта или једне технике који би били употребљиви у свим случајевима. Лонгитудинални нацрт узоркује понашање истих особа током времена, али, ако се не користе и неке сложеније процедуре, постоји ризик мешања узраста и генерације и закривљености узорка. Нацрт попречног пресека је ефикаснији, али вештачки разбија процес развоја. Извештаји о себи пружају јединствен увид у процес развоја, из перспективе појединца, али се њихова ваљаност понекад доводи у питање.
Систематски спроведена природна посматрања пружају суштинске информације о активностима људи у стварном животу, али су слаба када треба потврдити узрочне претпоставке о развоју. Експерименти могу издвојити узрочне факторе у специфичном окружењу, али се добијени резултати не могу увек уопштавати ван вештачких граница експерименталне ситуације. Клинички интервју може открити динамику мисли и осећања појединца, али их је тешко уопштити ван индивидуалног случаја. 

## Улога теорије
Све технике прикупљања података, и оба нацрта истраживања, су од практичне користи психолозима који настоје да прикупе податке о развоју деце. Међутим, те чињенице нам помажу да разумемо развој само ако су уклопљене у теорију – општи приступ или костур принципа који се могу користити за тумачење чињеница. Као наслеђе и средина, чињенице и теорије иду заједно. Ни једно није ”прво”; они настају и постоје заједно. Нити чињенице ”говоре саме за себе”; оне говоре кроз теорију.

Говорећи о нашем разумевању физичког света, Алберт Ајнштајн је описао централну улогу теорије у проширивању људског знања. Посматрање света може бити корисно, сматрао је:
| „ | Али, у принципу, прилично је погрешно покушавати засновати теорију само на опажљивим величинама. У стварности се јављају суште супротности. Теорија је та која одлучује шта ћемо посматрати. | ” |

Ајнштајнов увид може се подједнако применити на настојања психолога да схвате људски свет, као и на истраживање физичког света. Дубље разумевање људског развоја неће аутоматски израсти из континуиране акумулације чињеница. До њега ће се доћи кроз нове покушаје да се осмисле акумулирани докази о развоју у светлу неке теорије.
У садашњем тренутку историје развојне психологије, нема свеобухватне теоријске перспективе која обједињује свеукупно, релевантно научно знање. Уместо тога, пољем доминира неколико широких теоријских приступа, од којих се сваки карактерише сопственим становиштем о изворима развоја (наслеђе или средина), о динамици развојних промена (континуиране или дисконтинуиране) и о природи индивидуалних разлика. У оквиру сваког од ових широких приступа, посебне теорије фокусирају се на одређене аспекте људског развоја (на пример, Пијаже је усмерен на развој мишљења, Ериксон на развој личности) и нуде посебне механизме за опис процеса развоја.